# Natalia Grossman
Pour les articles homonymes, voir Grossman.
Natalia Grossman (née le 22 juin 2001) est une grimpeuse américaine.

## Biographie
Natalia Grossman est originaire de Santa Cruz, en Californie. Elle y découvre l’escalade à la salle Pacific Edge à partir de six ans, rejoint l’équipe de la salle et participe à quelques compétitions en catégorie jeune. Elle pratique également la gymnastique pendant plusieurs années. Lorsqu’elle a 14 ans, sa famille déménage à Boulder, dans le Colorado, pour que Natalia puisse rejoindre l’équipe Team ABC entraînée par Robyn Erbesfield-Raboutou.

### Compétitions senior
Lors de la saison 2021 de coupe du monde d’escalade, elle remporte les deux étapes de Salt Lake City, devant son public et sa famille, ainsi qu’une médaille d’argent et une de bronze sur deux autres étapes, ce qui lui permet de gagner le classement général du bloc. En difficulté, elle se classe deux fois deuxième et deux fois troisième et décroche la deuxième place au classement général.
Aux championnats du monde à Moscou, elle s’impose en bloc et finit deuxième en difficulté.
En 2022, Grossman remporte quatre des cinq étapes de bloc (finissant deuxième à Meiringen derrière Janja Garnbret, qui fait ensuite l’impasse sur le reste de la saison) et le classement général.